# تیسم
تیسم (به لاتین: Tisem) یک منطقهٔ مسکونی در جمهوری چک است که در ناحیه بنشوو واقع شده‌است.